# Reichsstraße 398
Die Reichsstraße 398 (R 398) war bis 1945 eine Reichsstraße des Deutschen Reichs, die vollständig in dem 1940 besetzten und anschließend unter Zivilverwaltung des Deutschen Reichs gestellten Großherzogtum Luxemburg verlief. Die Straße begann in Ettelbrück, wo sie von der damaligen Reichsstraße 57 abzweigte, und verlief in nordwestlicher Richtung auf der Trasse der heutigen nach Bastogne in Belgien führenden Nationalstraße 15, wo sie bei dem Dorf Doncols (Donkols) in der Gemeinde Winseler endete.
Ihre Gesamtlänge betrug bis zur belgischen Grenze rund 31 Kilometer.